# Saibro

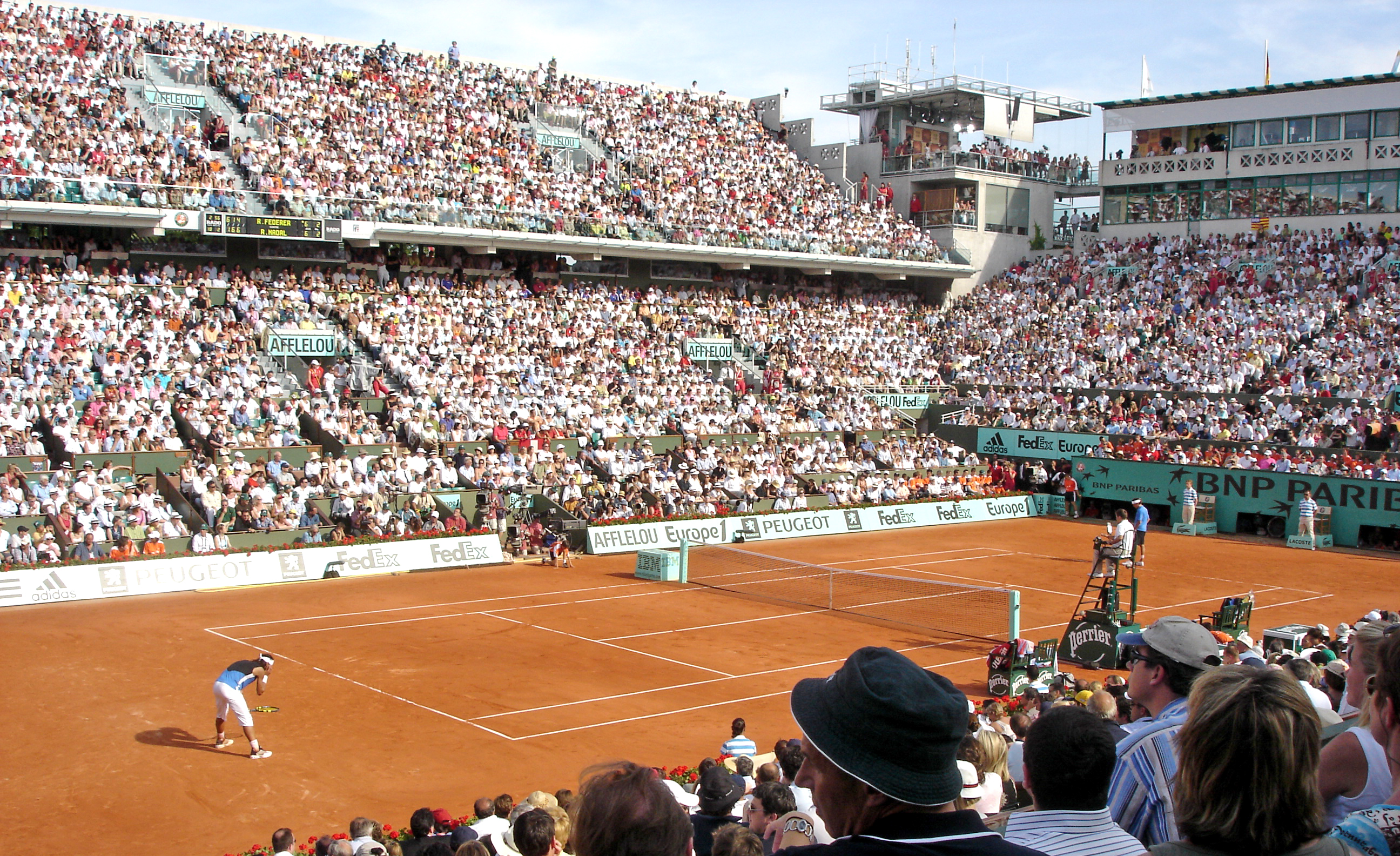
Partida entre Nadal e Federer
pelo Aberto da França de 2006 no tradicional saibro vermelho do Stade Roland Garros.

Saibro é o produto de alteração de rochas quartzo-feldspáticas, como granitos e gnaisses. No mundo do tênis chama-se de saibro ou terra batida um dos três principais tipos de superfícies que se utilizam nas quadras, o mais lento de todos eles. Este tipo de piso é tradicionalmente preparado com uma mistura de areia, pedra e argila e possui uma cor alaranjada (apesar de ser costumeiramente chamado de saibro vermelho). O saibro tradicional tem por característica proporcionar jogos mais lentos e disputados do que em uma quadra de grama ou de piso duro e também é uma rocha sedimentar.
O torneio de Roland Garros se joga em saibro e é o único dos 4 Grand Slams do tênis a ser disputado nessa superfície.
Tradicionalmente é a superfície preferida dos países latinos: além da própria França, este tipo de quadra predomina nas competições de todos os outros principais países latinos do circuito: Argentina, Brasil, Colômbia, Chile, Portugal, Espanha e Itália.
A mais vitoriosa atleta de saibro em atividade é a tenista belga Justine Henin, que acumula quatro Abertos da França enquanto o espanhol Rafael Nadal é reconhecido como rei do saibro por seu desempenho ímpar neste tipo de solo incluindo o recorde de 81 vitórias consecutivas em termo de partidas ou 14 vezes campeão desse torneio.
O tenista brasileiro Gustavo Kuerten foi um dos maiores expoentes em quadras de saibro na história recente do tênis mundial, conquistando dezenas de títulos ATP nesse terreno, sendo três torneios de Grand Slam no Aberto da França de 1997, 2000 e 2001.

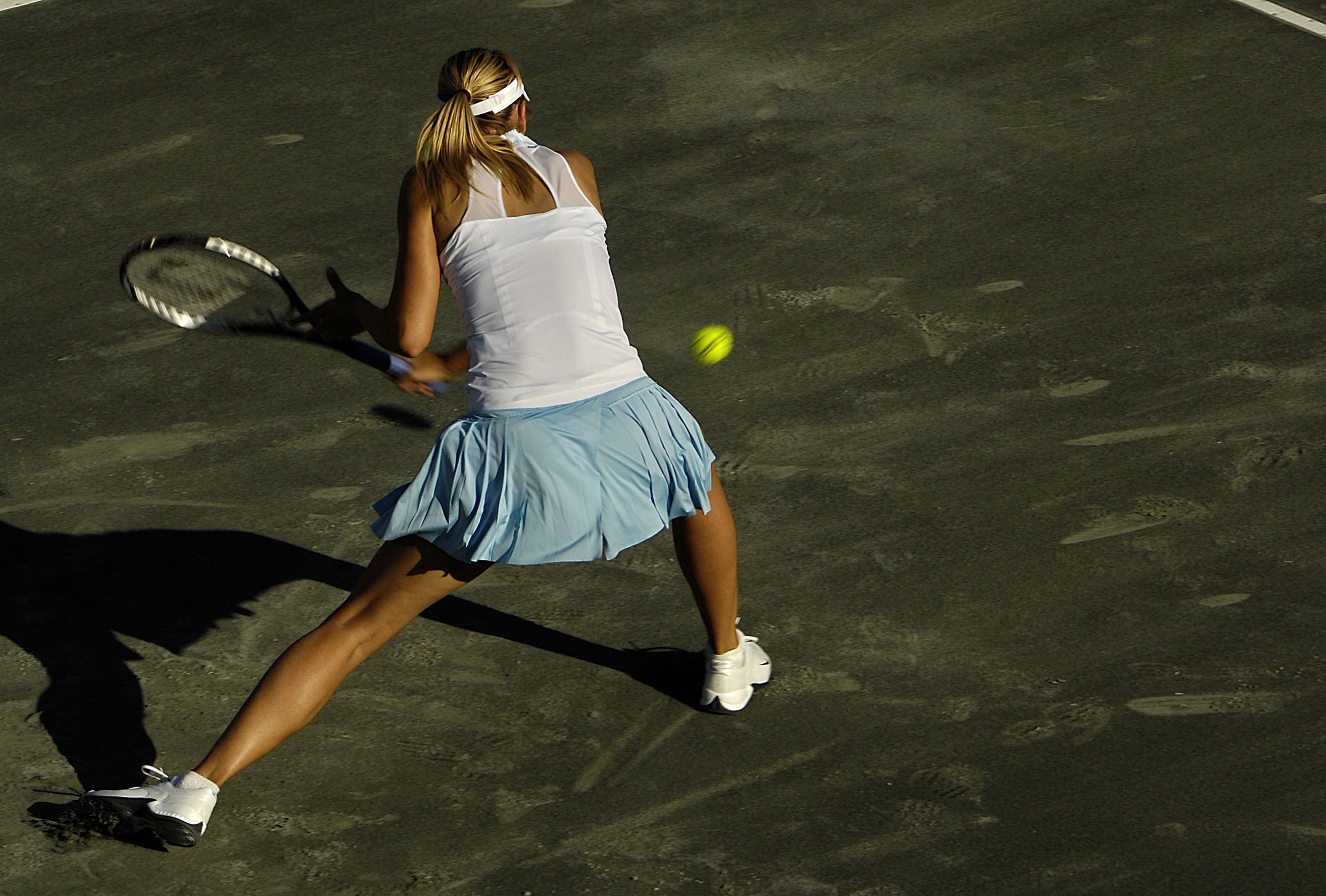
Maria Sharapova em ação numa quadra de saibro verde.

## Alternativas
O saibro para quadras de tênis pode entretanto ser preparado com uso de outras substâncias como as marcas "Har-Tru" e "Rubicoo", popularmente chamado de "saibro verde", um tipo de saibro o qual contém mais partículas de origem rochosa ("metabasalto"), utilizado em alguns torneios nos Estados Unidos. Como "desvantagem", essas quadras são um pouco mais rápidas que as de saibro tradicional; como "vantagem", sendo um material mais drenante, as quadras de saibro verde têm uma certa resistência à chuva permitindo, em algumas circunstâncias, que o jogo seja disputado sob chuva leve.
Existiu também o saibro de coloração azul ("saibro azul") que foi utilizado pela primeira e única vez no Masters 1000 de Madri. Vale ressaltar que esse saibro azul foi tingido, e tinha a função de ressaltar a marca "Mutua Madrileña [es]", o banco que é o principal patrocinador do evento.

## Torneios
As competições - em 2014 - do circuito profissional realizadas no saibro são as seguintes:
| País           | Cidade                | Nome                                              | Categoria                      |
| -------------- | --------------------- | ------------------------------------------------- | ------------------------------ |
| França         | Paris                 | Roland Garros                                     | Grand Slam                     |
| Chile          | Viña del Mar          | VTR Open                                          | ATP 250                        |
| Brasil         | Rio de Janeiro        | Rio Open presented by Claro HDTV                  | ATP 500                        |
| Brasil         | São Paulo             | Brasil Open                                       | ATP 250                        |
| Argentina      | Buenos Aires          | Copa Claro                                        | ATP 250                        |
| Estados Unidos | Houston               | U.S. Men's Clay Court Championships               | ATP 250                        |
| Marrocos       | Casablanca            | Grand Prix Hassan II                              | ATP 250                        |
| França         | Roquebrune-Cap-Martin | Monte-Carlo Rolex Masters                         | ATP 1000                       |
| Espanha        | Barcelona             | Barcelona Open BancSabadell Barcelona Ladies Open | ATP 500 WTA International      |
| Romênia        | Bucareste             | BRD Năstase Țiriac Trophy                         | ATP 250                        |
| Alemanha       | Munique               | BMW Open                                          | ATP 250                        |
| Sérvia         | Belgrado              | Serbia Open                                       | ATP 250                        |
| Portugal       | Estoril               | Estoril Open                                      | ATP 250 WTA International      |
| Espanha        | Madri                 | Mutua Madrid Open                                 | ATP 1000 WTA Premier Mandatory |
| Itália         | Roma                  | Internazionali BNL d'Italia                       | ATP 1000 WTA Premier 5         |
| Alemanha       | Düsseldorf            | Power Horse World Team Cup                        | Copa do Mundo de Nações        |
| França         | Nice                  | Open de Nice Côte d’Azur                          | ATP 250                        |
| Alemanha       | Stuttgart             | MercedesCup Porsche Tennis Grand Prix             | ATP 250 WTA Premier            |
| Suécia         | Båstad                | SkiStar Swedish Open Sony Ericsson Swedish Open   | WTA International              |
| Croácia        | Umag                  | ATP Vegeta Croatia Open Umag                      | ATP 250                        |
| Alemanha       | Hamburgo              | bet-at-home Open                                  | ATP 500                        |
| Suíça          | Gstaad                | Crédit Agricole Suisse Open Gstaad                | ATP 250                        |
| Áustria        | Kitzbühel             | bet-at-home Cup                                   | ATP 250                        |
| Colômbia       | Bogotá                | XX Copa BBVA-Colsanitas                           | WTA International              |
| Estados Unidos | Charleston            | Family Circle Cup                                 | WTA Premier                    |
| Marrocos       | Fez                   | Grand Prix SAR La Princesse Lalla Meryem          | WTA International              |
| Hungria        | Budapeste             | Budapest Grand Prix                               | WTA International              |
| Bélgica        | Bruxelas              | Brussels Open                                     | WTA Premier                    |
| França         | Estrasburgo           | Internationaux de Strasbourg                      | WTA International              |
| Áustria        | Bad Gastein           | NÜRNBERGER Gastein Ladies                         | WTA International              |
| Itália         | Palermo               | Internazionali Femminili di Palermo               | WTA International              |

### Legenda
| Saibro azul                 |
| Saibro castanho-avermelhado |
| Saibro verde                |
| Saibro vermelho             |